# Brianne Jenner
Brianne Alexandra Jenner (Oakville, 4 de maio de 1991) é uma jogadora de hóquei no gelo canadense. Ela fez sua estreia pela equipe do Canadá na Copa das Quatro Nações de 2010 e ganhou uma medalha de ouro. Ela também foi membro do programa de hóquei no gelo feminino Cornell Big Red.
No ensino médio, Jenner era a capitã do time de hóquei do Appleby College. Nos Jogos Olímpicos de Inverno de 2014 em Sóchi e nos Jogos Olímpicos de Inverno de 2022 em Pequim, conquistou a medalha de ouro no torneio feminino.